# СМС Ерцхерцог Фердинанд Макс
СМС Ерцхерцог Фердинанд Макс (SMS Erzherzog Ferdinand Max) био је аустроугарски бојни брод класе Ерцхерцог класификован као преддреднот. Брод је поринут 1905. године.
У Првом светском рату коришћен је само у нападима на Анкону у Италији и у гушењу побуне у Боки.
Након рата предат је Уједињеном Краљевству, и исечен је у Италији 1921. године.